# FN:s narkotikakommission
FN:s narkotikakommission (engelska: United Nations Commission on Narcotic Drugs (CND)), bildat 1946 av FN:s Ekonomiska och sociala råd, ansvarar för narkotikafrågor inom Förenta Nationerna och hade 40 medlemsländer 1991.